# 救亡16度
救亡16度是流動媒體Roadshow播放的一個特輯，於2009年3月23日世界氣象日全港4800部巴士上作首播。由著名民謠歌手盧冠廷、香港天文台時任台長林超英及高級科學主任梁榮武及甄榮磊主持。

## 名稱
救亡16度中的十六度的意思是指全球平均溫度，現時已經達到攝氏十四度半，但當溫度達到十六度，整個地球的生態系統都會受到很大的衝擊，因此節目命名為救亡16度，希望市民留意全球平均氣溫的變化。

## 內容
這個特輯由Roadshow、香港天文台及世界自然基金會香港分會聯合制作，內容主要圍繞全球暖化、京都議定書、乾旱、溫室效應及二氧化碳等。

## 第二輯
第二輯於2010年3月啟播，由盧冠廷先生連同世界自然基金會氣候項目主管余遠騁博士及香港浸會大學生物系助理教授鍾姍姍博士一起主持。

## 參看
- 減少碳污染計劃